# كا بي سي (قناة تلفزيونية)
كا بي سي أو هيئة الخبر للإذاعة والتلفزيون (بالإنجليزية : KBC) هي قناة تلفزيونية جزائرية تابعة لمؤسسة الخبر، انطلق بثها التجريبي أواخر شهر ديسمبر 2013.

## ترددات البث
تبث القناة حاليا على قمر النايلسات تردد 11958 أفقي 27500

## البرامج
برامج شهر رمضان 2014
- 00:30 عجائب القصص في القرآن الكريم
- 01:00 العالم كرة
- 09:00 عجائب القصص في القرآن الكريم
- 09:30 فطوركم عندنا
- 09:45 حديث ديني
- 10:00 العالم كرة
- 11:00 Opération Thai Thai
- 11:15 حكومة... هُم
- 11:45 Homa Brigade
- 12:15 كمال ونوال
- 12:30 عاقل ولا مهبول
- 12:45 هوما وحنا
- 13:15 القرآن لفجر جديد
- 13:30 تحت سماء الوطن
- 14:15 أرض العثمانين
- 15:00 موجز إخباري
- 15:15 حديث ديني
- 15:30 خيمة رمضان
- 16:30 ساندي بل
- 17:00 أفلا يعقلون ؟
- 17:45 فطوركم عندنا
- 18:00 الأخبار بالعربية
- 18:25 أحوال الطقس
- 18:30 عجائب القصص في القرآن الكريم
- 19:15 تحت سماء الوطن
- 20:30 Opération Thai Thai
- 20:30 حكومة... هُم
- 21:00 Homa Brigade
- 21:30 كمال ونوال
- 21:45 عاقل ولا مهبول
- 22:00 هوما وحنا
- 22:30 خيمة رمضان
- 23:45 أرض العثمانين

## ايقاف البث
قررت الجمعية العامة للمساهمين في مجمع الخبر تصفية شركة وورد فيزيون المالكة لقناة “كا بي سي” وتعيين علي جري مصفيا للشركة.وعقدت الجمعية العامة الخميس 29 يونيو، بالجزائر العاصمة، لتقرر بالإجماع غلق القناة بسبب المتاعب المالية للشركة وتسجيل خسائر للعام الثالث على التوالي.وقال مصدر قريب من القناة إن عمال القناة البالغ عددهم 60 عاملا من صحفيين وتقنيين تنتابهم مخاوف من عدم الحصول على مستحقاتهم ومتأخرات الاجور التي لم يتلقوها منذ عدة أشهر.وقررت الجمعية العامة إنشاء قناة جديدة مستقبلا على أن يتم إلحاقها بجريدة الخبر، إلا أن بعض الأصوات عارضت الفكرة من منطلق الوضعية المالية الصعبة التي تعيشها جريدة الخبر في الفترة الأخيرة من جراء تراجع مواردها بسبب الوضعية العامة التي تعرفها الصحافة الورقية في الجزائر خلال السنوات الأخيرة بسبب الأزمة الاقتصادية.وأفشلت الحكومة صفقة استحواذ مجمع سيفتال على شركة الخبر في 2016 ما أدخل الخبر في دوامة أنتهت بغلق القناة، لتكون أول تجربة تنتهي إلى الفشل بعد روع الجرائد الجزائرية في خوض تجربة السمعي البصري منذ 2011